# 판단 (식물)
판단(학명: Pandanus amaryllifolius)은  판다누스과의 열대 식물이다. 판단 잎(영어: pandan leaf)으로도 불리며, 동남아시아 요리에서 널리 쓰인다. 인도네시아의 말루쿠 제도가 원산지로, 말레이시아, 베트남, 스리랑카, 인도네시아, 타이, 필리핀 등지에 분포한다.